# Ludwig von Wirschinger

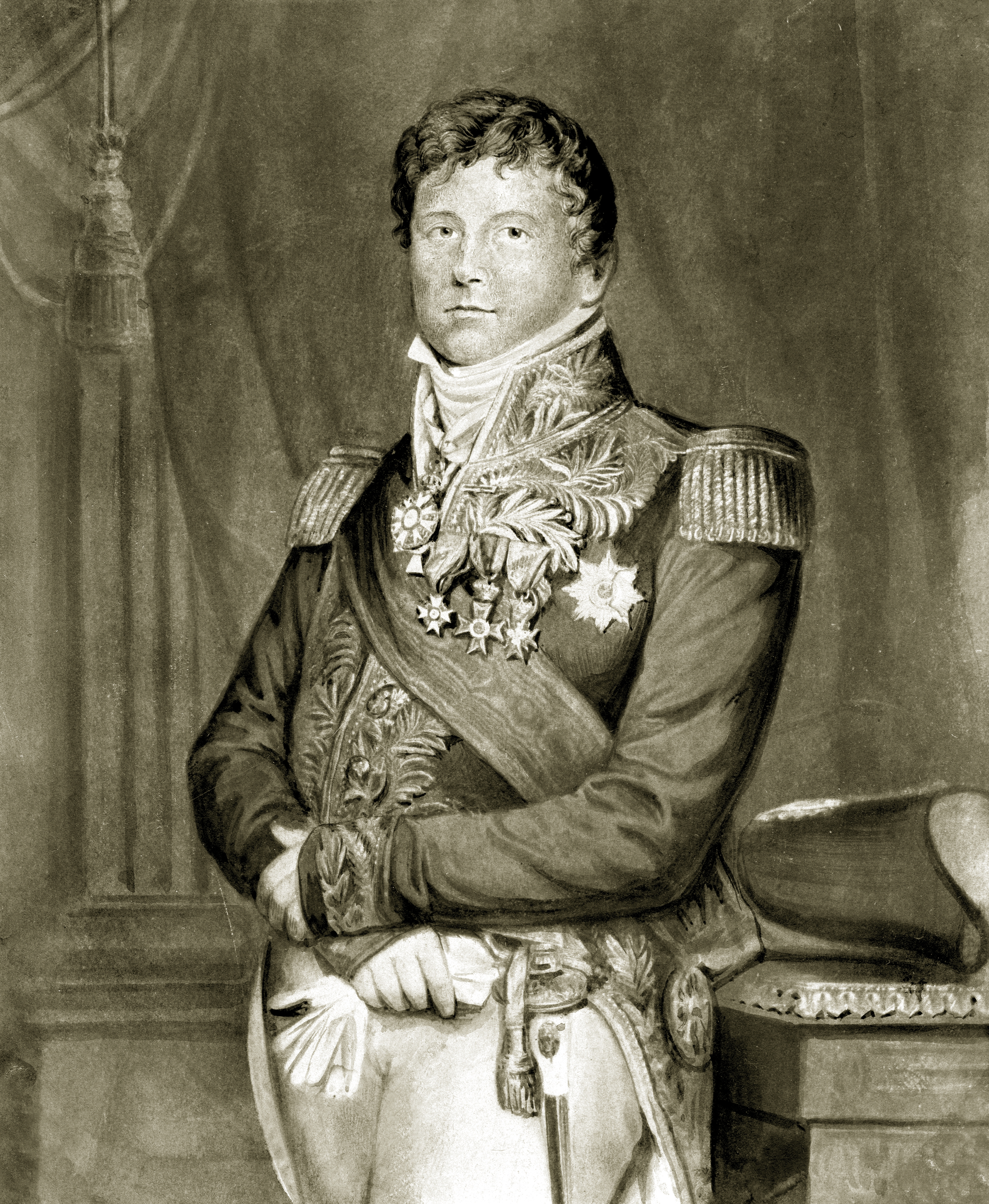
Ludwig von Wirschinger

Ludwig Wirschinger, seit 1828 Ritter von Wirschinger (* 30. September 1781 in Regensburg; † 17. März 1840 in München) war ein bayerischer Jurist und Politiker. Von 1835 bis zu seinem Tod war er Finanzminister im Königreich Bayern.

## Leben
Ludwig Wirschinger wurde als Sohn eines Schneidermeisters geboren. Er besuchte 1792 das bischöfliche Gymnasium und ab 1797 das Lyceum in Regensburg, seine Lehrer waren u. a. Placidus Heinrich, Kaspar Obermair und Andreas Wedl. Hierzu erhielt er  Privatunterricht in den Institutionen des römischen Rechts sowie in der Diplomatie und weiteren Staatswissenschaften durch den Geheimen Hofrat von Epplen. Um praktische Erfahrung zu erwerben, verbrachte er einige Zeit bei dem fürstlich-regensburgischen Pflegegericht in Wörth.
Er begann 1803 ein Jurastudium an der Universität Landshut und beendete es mit dem Dr. jur.; außerdem unterrichtete er zwei Söhne des Hofrats und späteren Staatsrats Nikolaus Thaddäus von Gönner, der Staatsrechtslehrer war. 1806 wurde Wirschinger zum Vorstand des fürstlichen Pflegegerichtes befördert. 1807 erhielt er die Ernennung zum fürstlich primatischen Oberlandesgerichtsrat.
Als am 22. Mai 1810 das Fürstentum Regensburg zum Königreich Bayern kam, wurde er 1811 als Polizeikommissar nach Landshut und im gleichen Jahr in gleicher Verwendung nach München versetzt. 1816 wurde er Direktor der Polizeidirektion in Augsburg, was am 8. März 1817 durch königliches Dekret bestätigt wurde. 1818 wurde die Stelle des Polizeidirektors aufgelöst und Ludwig von Wirschinger zum königlichen Stadtkommissar in Augsburg befördert. 1819 folgte die Ernennung zum königlichen Regierungsrat. 1823 wurde er in das königliche Ministerium des Inneren berufen und dort am 15. Oktober 1823 zum wirklichen Ministerialrat befördert; er bekleidete dieses Amt im Referat für katholische Kultussachen bis zu seiner Versetzung.
1826 wurde er in das königliche Ministerium der Finanzen versetzt und durch königliches Reskript vom 1. November 1828 zum Vorstand der königlichen Generalzolladministration ernannt. Im gleichen Jahr verlieh ihm König Ludwig I. das Ritterkreuz des Verdienstordens der Bayerischen Krone. Mit der Verleihung war die Erhebung in den persönlichen Adelstand verbunden und er durfte sich nach der Eintragung in die Adelsmatrikel „Ritter von Wirschinger“ nennen. 1837 erhielt er das Komturkreuz dieses Orden.
Er war für das neue Zollsystem unter dem Staatsminister Joseph von Armansperg zuständig. Aufgrund der Einführung des Zollvereins Bayerns mit den Nachbarstaaten Württemberg, Preußen, Sachsen, Hessen und Thüringen erarbeitete Ludwig von Wirschinger Problemlösungen in staatswirtschaftlicher und politischer Hinsicht. Gleichzeitig war er auch für die Reorganisation des Zollwesens in Bayern zuständig, diese Aufgabe behielt er auch unter den Finanzministern Arnold Friedrich von Mieg und unter Freiherr Maximilian Emanuel von Lerchenfeld bei.
1833 wurde er Wirklicher Geheimer Rat und am 2. Januar 1835 erfolgte die Ernennung zum Staatsrat, zugleich wurde ihm das Portefeuille des Finanzministeriums als Minister übertragen. Ein Konflikt mit dem Innenminister Oettingen-Wallerstein zum Budgetrecht, den dieser zur Ständeversammlung 1837 provozierte, führte zu dessen Entlassung durch König Ludwig I. Wirschinger trug maßgeblich zur Errichtung der Münzkonvention der süddeutschen Staaten bei.
1806 heiratete er die Tochter des Hofrats Politzka aus Wörth, gemeinsam hatten sie 15 Kinder; bei seinem Tod waren aber nur noch zwei Söhne und vier Töchter am Leben.

## Auszeichnungen
- Großkreuz des königlich bayerischen Verdienstordens vom Heiligen Michael
- Großkreuz des Ordens vom Zähringer Löwen
- Ritter II. Klasse des königlichen preußischen Roten Adlerordens
- Ritter des Ordens der Württembergischen Krone
- Ritter des Großherzoglich Hessischen Ludwigsordens
- Ritter des Hausordens vom Weißen Falken

## Werke
- Das Feuerlöschwesen und die Feuerwehr der k. b. Stadt Lauingen: Denkschrift zur Feier des 25-jährigen Bestehens der freiw. Feuerwehr Lauingen
- Rede bei der feierlichen Vorstellung des ersten rechtskundigen Bürgermeisters Anton Barth
- Anrede, gesprochen von dem bisherigen Königl. Polizey-Direktor Dr. Wirschinger, als derselbe in der Eigenschaft eines Königl. Kommissärs der Stadt Augsburg dem feierlich eingesetzten Magistrat vorgestellt worden war
- Fest-Rede zur Feier des 70. Geburtstagsfestes des deutschen Reichskanzlers Fürsten Otto von Bismarck.